# دوري السوبر الألباني 1958
دوري السوبر الألباني 1958 (بالألبانية: Kategoria e Parë 1958‏) هو الموسم 21 من دوري السوبر الألباني. أقيم خلال الفترة 9 مارس 1958 وحتى 29 يونيو 1958، وأشرف على تنظيمه اتحاد ألبانيا لكرة القدم، وكان عدد الأندية المشاركة فيه 8، وفاز فيه بارتيزاني تيرانا.